# Kdb+

kdb+는 KX에서 개발하고 판매하는 인메모리 데이터베이스(IMDB) 기능을 갖춘 열 기반 관계형 시계열 데이터베이스(TSDB)이다. 이 데이터베이스는 일반적으로 고주파 트레이딩(HFT)에서 대규모 데이터 세트를 고속으로 저장, 분석, 처리 및 검색하는 데 사용된다. kdb+는 수십억 개의 기록을 처리하고 데이터베이스 내의 데이터를 분석하는 능력을 갖추고 있다. 데이터베이스는 여러 운영 체제에서 32비트 및 64비트 버전으로 제공된다. 금융기관은 주식이나 상품거래소 데이터 등 시계열 데이터를 분석하기 위해 kdb+를 사용한다. 이 데이터베이스는 포뮬러 원 경주의 실시간 분석과 함께 에너지 거래, 통신, 센서 데이터, 로그 데이터, 기계 및 컴퓨터 네트워크 사용 모니터링과 같은 상품 시장을 포함하여 시간에 민감한 기타 데이터 애플리케이션에도 사용되었다.